# گوران (الیگودرز)
گوران، روستایی از توابع بخش مرکزی شهرستان الیگودرز در استان لرستان ایران است.

## جمعیت
این روستا در دهستان بربرود غربی قرار دارد و براساس سرشماری مرکز آمار ایران در سال ۱۳۸۵، جمعیت آن ۱۶۴ نفر (۲۸خانوار) بوده‌است.این روستا از قدیم الایام از سکونتگاههای قدیمی ارامنه ایران بوده و در حال حاضر هم چند خانواده ارمنی در آن زندگی می کنند.